# Prątnik jajowaty
Prątnik jajowaty (Bryum subneodamense Kindb.) – gatunek mchu z rodziny prątnikowatych (Bryaceae Schwägr.). 

## Ochrona
Od 2004 r. gatunek objęty jest w Polsce ochroną ścisłą.